# 篤行十村
篤行十村，又稱澎湖島重砲兵大隊官舍群、澎湖島要塞司令部官舍群，是位於澎湖縣馬公市的眷村之一，於2007年登錄為澎湖縣歷史建築，現作為澎湖眷村文化保存園區開放民眾參觀。

## 歷史

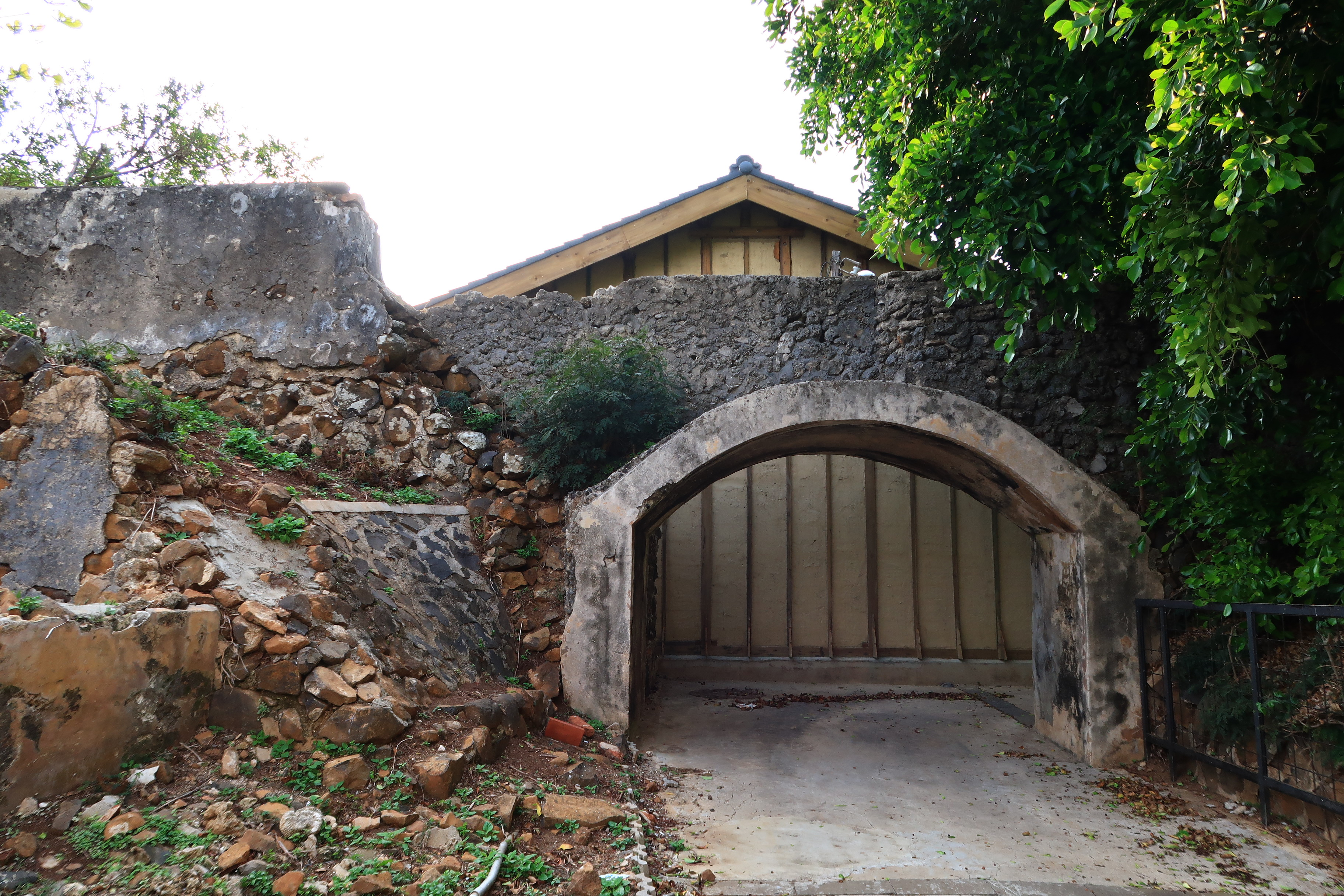
眷村的古城牆遺跡。

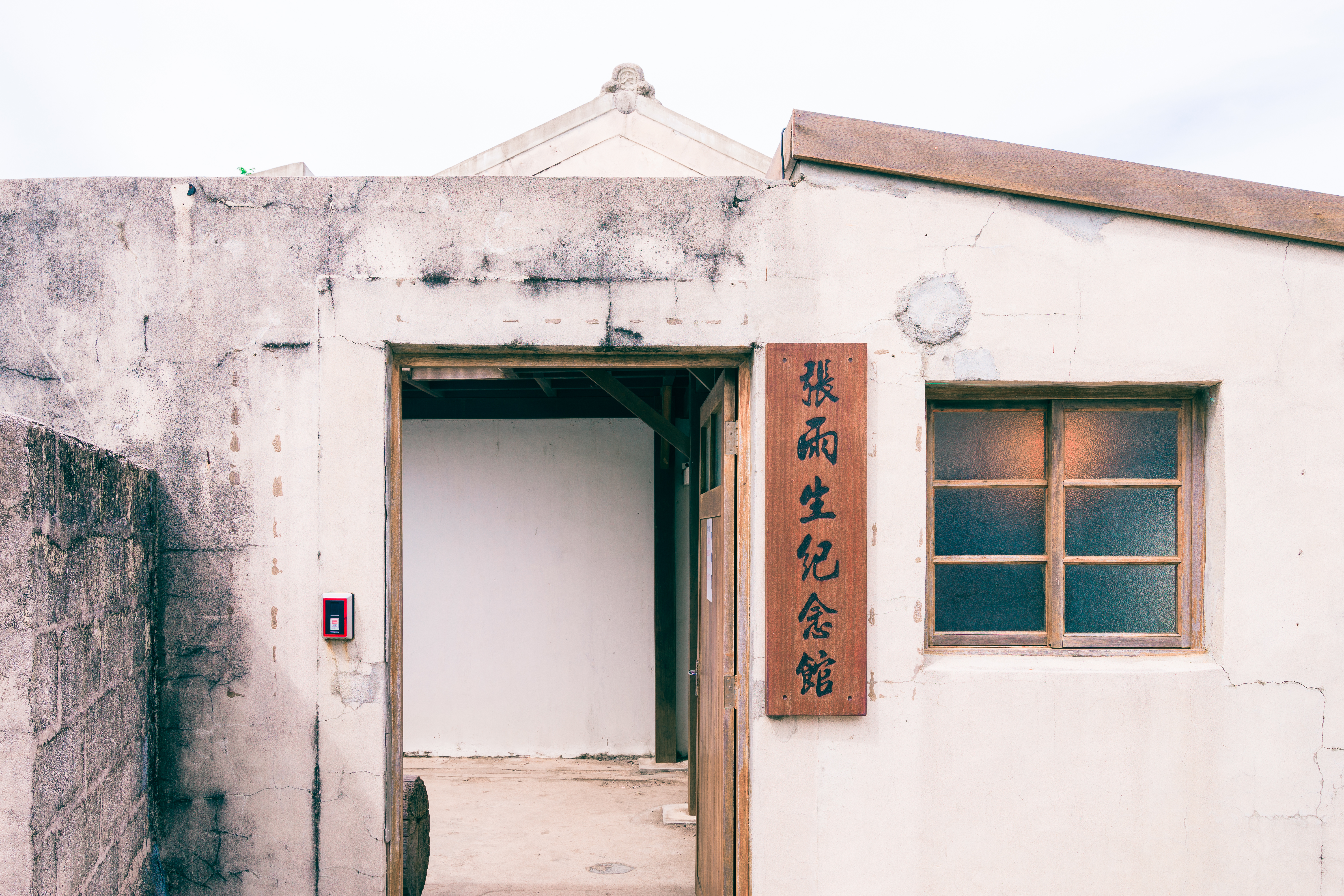
張雨生紀念館

篤行十村位於澎湖馬公本島西南側，即現在馬公市新復里之順承門旁，此處在清領時期時隸屬媽宮社，當時社之下以聚落劃分東、南、北三甲頭，其中此處位於南甲頭聚落區西南側。曾作為練兵校場及棄物、埋葬先人的荒埔地使用，並未有百姓居住，周遭則設有金龜頭砲臺。

### 日治時期
明治28年（1895年），日軍攻佔澎湖後，駐防日軍開始在澎湖地區成立澎湖島要塞司令部和澎湖島重砲兵大隊官舍等軍事單位，並在清領時期興築的西城牆（小西門（順承門）至大西門間）設立官兵宿舍；此批官舍與部分官廳設施即為篤行十村前身，其行政區屬馬公街南町二區。日治末期，則有「澎湖島要塞司令部」軍官、下士官、軍屬的宿舍及馬廄，「重砲兵大隊」經理部、兵役課、主計部尉官以上軍官宿舍、下士官宿舍，「陸軍糧食運輸部」下士官宿舍規模。在第二次世界大戰時曾設置防空洞，可印證日治時期澎湖遭受美軍軍機轟炸的情況。

### 戰後至今

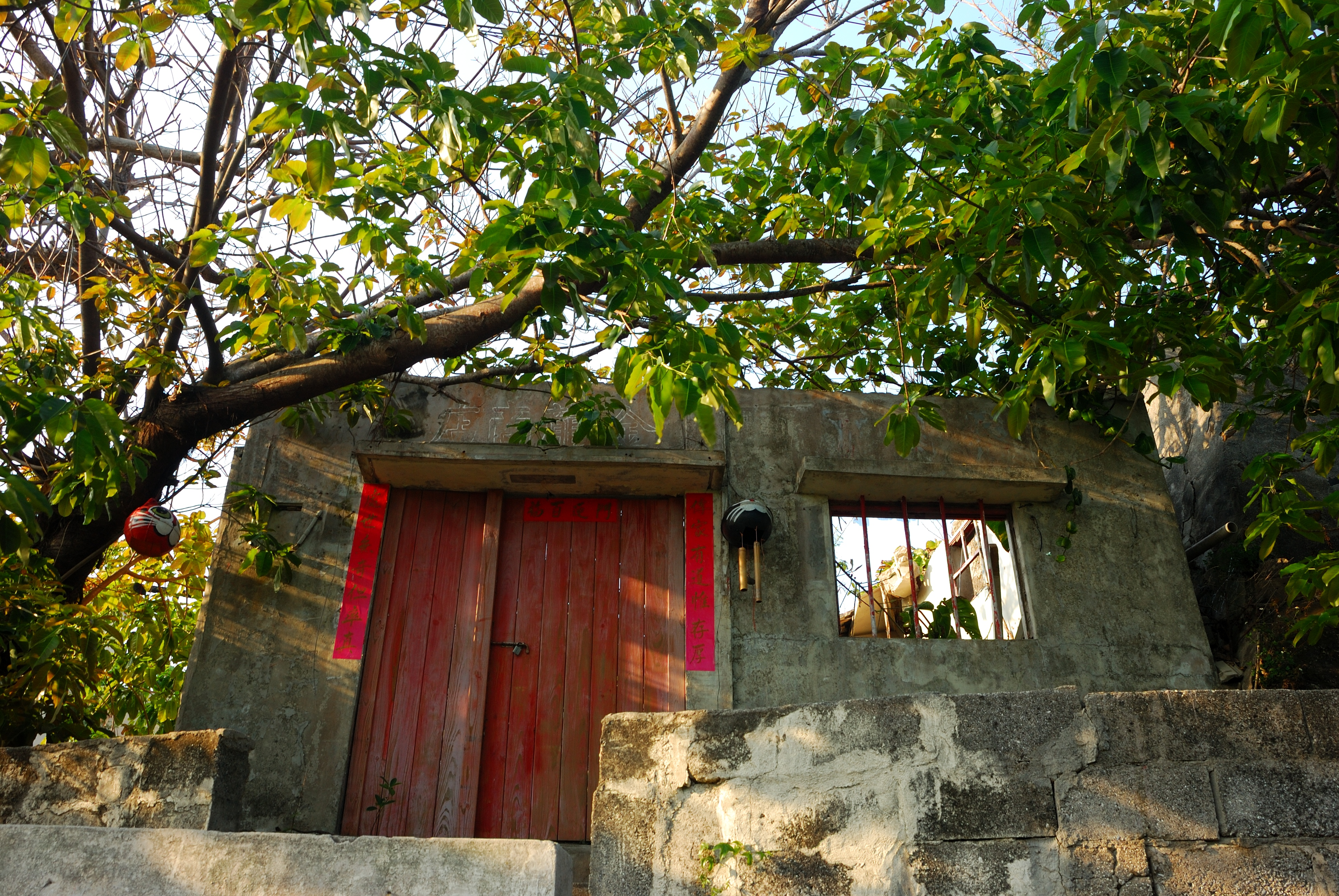
已經廢棄的「金龍商店」

第二次世界大戰結束後，澎湖由中華民國國民政府接管，官兵宿舍隸屬馬公鎮復興里，中華民國陸軍則利用日軍原有營舍成立陸軍馬公要塞司令部；不久，大批中國大陸各省軍民隨中華民國政府遷臺，一些軍眷部分安頓於此區內，區內因土地與宿舍為陸軍管轄，當時又稱「陸軍特別里」；民國40年（1951）澎湖實施地方自治，此軍眷區才由復興里劃分出來，另設新復里。由於澎湖駐軍及軍眷人數大量增加，軍方也陸續於此日式眷舍附近增設眷舍，形成現在特有的宿舍群，這些官舍由軍方接收做為軍眷宿舍，因為人多屋少，常常一棟房舍進住2、3戶人家；各住戶又因為人口增加而加蓋一些違建的房間，以致形成有如大雜院的景象。
其中，眷戶多半為官階較高之軍官眷屬，曾有多位名人居住於此，其中一位為已故歌手張雨生故居，另一位是已故歌手潘安邦故居。潘安邦病逝後，故居改名為潘安邦紀念館；張雨生故居則整理為張雨生紀念館（張雨生故事館），以上兩個館舍已於民國98年（2009年）開放參觀。2007年，澎湖縣政府把這些眷舍列為澎湖縣歷史建築，並規劃成為眷村文化園區。 

## 建築設計
篤行十村面積有18672平方公尺，眷舍約78戶，其中日治時期興建的官舍群分為獨棟建築及合併建築，依階級高低來分配，建築構造多為基礎抬高之雨淋板建築，屋頂鋪設日式煉瓦，室內以真壁（編竹夾泥牆）或拉門隔間。其空間設有玄關、座敷、側緣、居間等。此外結構材質皆有使用竹、石灰、黃泥、玄武岩及硓𥑮石。屋瓦包括上瀧瓦、富士瓦、水泥瓦等各種時期製品，屋頂形式為短屋脊、長屋坡，為台灣其他地區日式官舍未曾見過的特徵，再眷村內還有辦公廳、連棟宿舍、馬廄等公共設施。
目前部分眷舍由澎湖縣政府文化局及澎湖縣政府旅遊處整修作為眷村資訊服務站、及潘安邦紀念館及張雨生故事館等展館，2011年至2012年期間進行修復19棟眷舍工程，2021年則完工其他9棟眷舍之修復工程。

## 圖冊

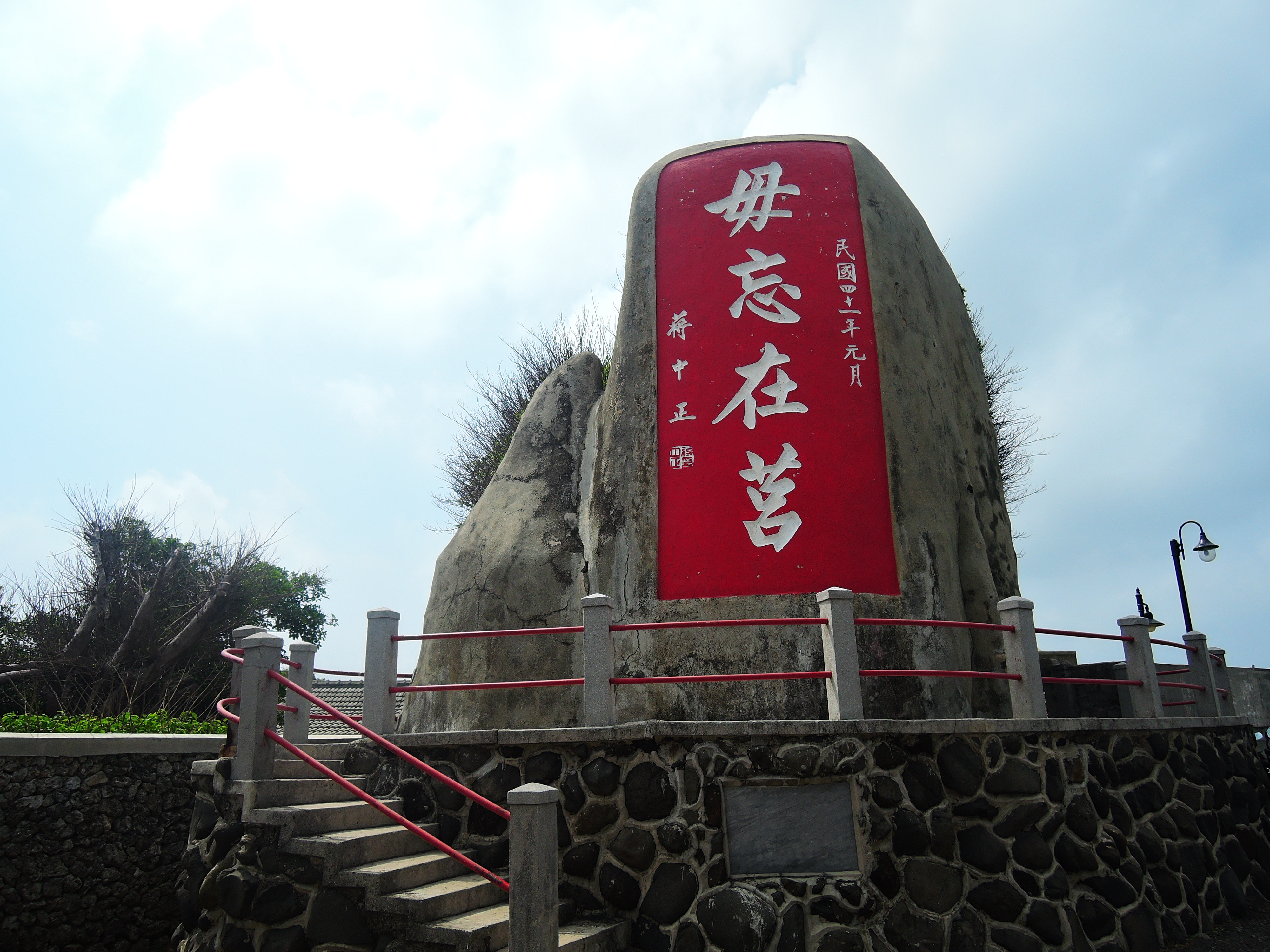
毋忘在莒碑
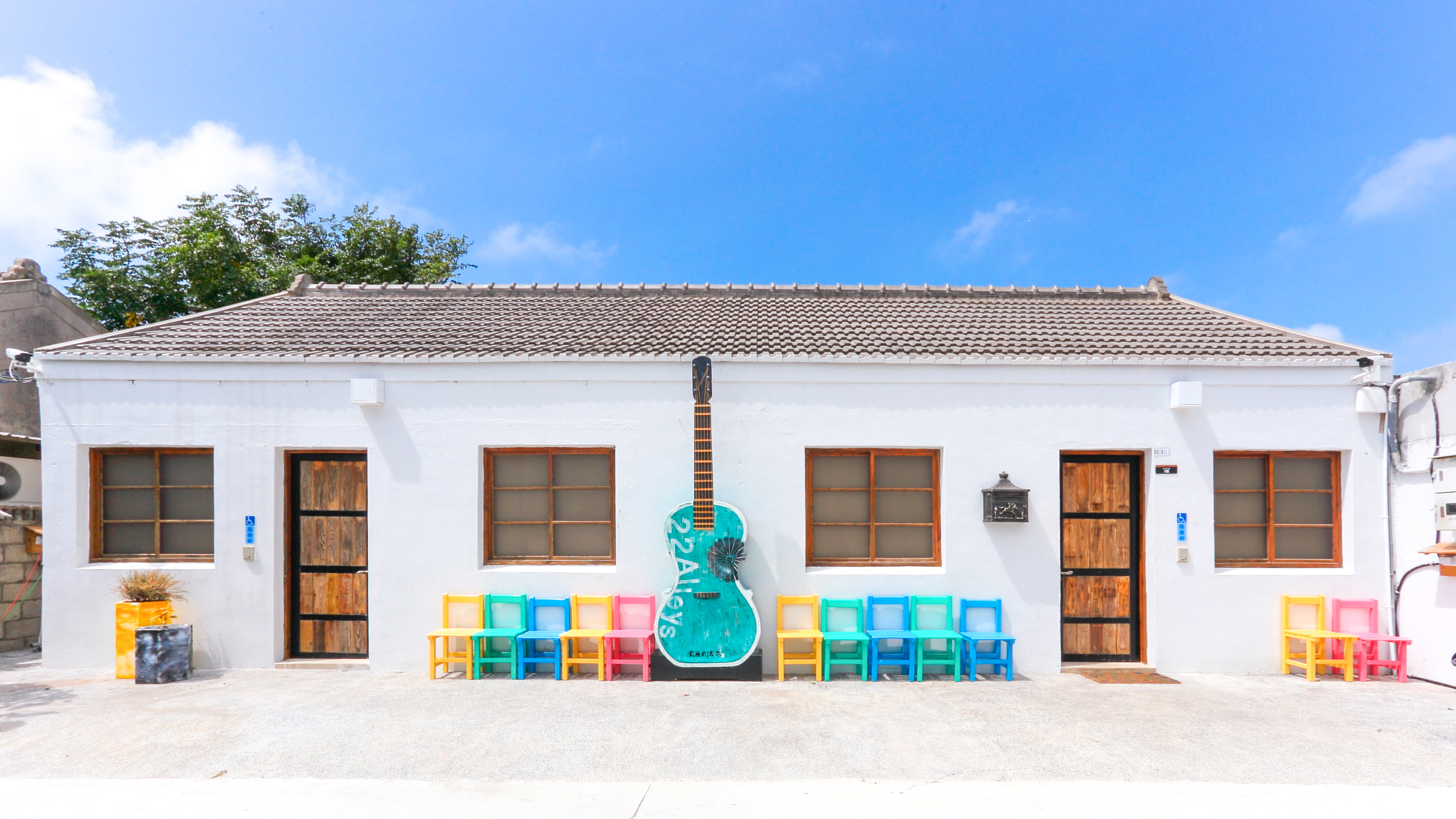
修復完成的眷舍建築之一
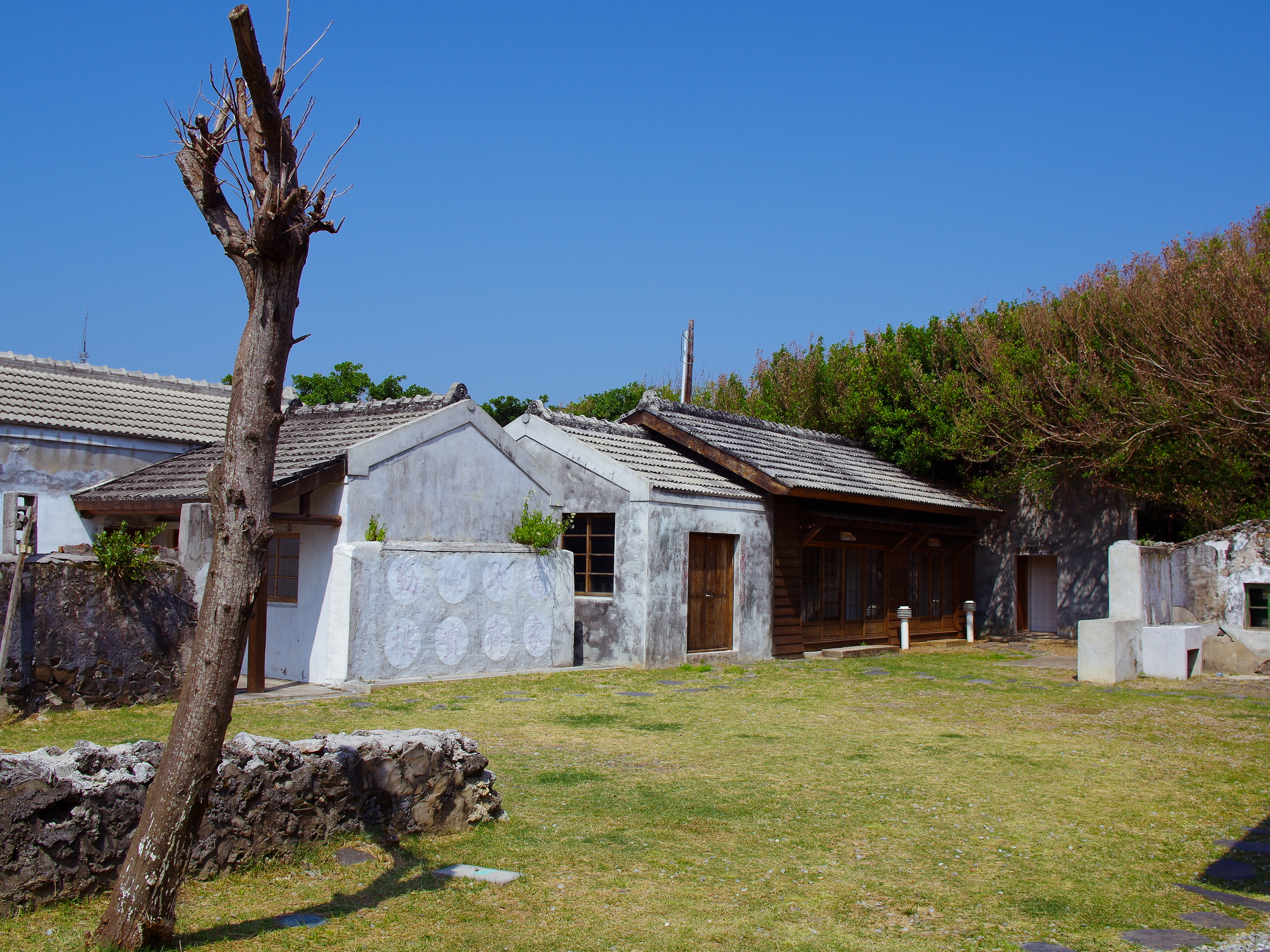
齊家
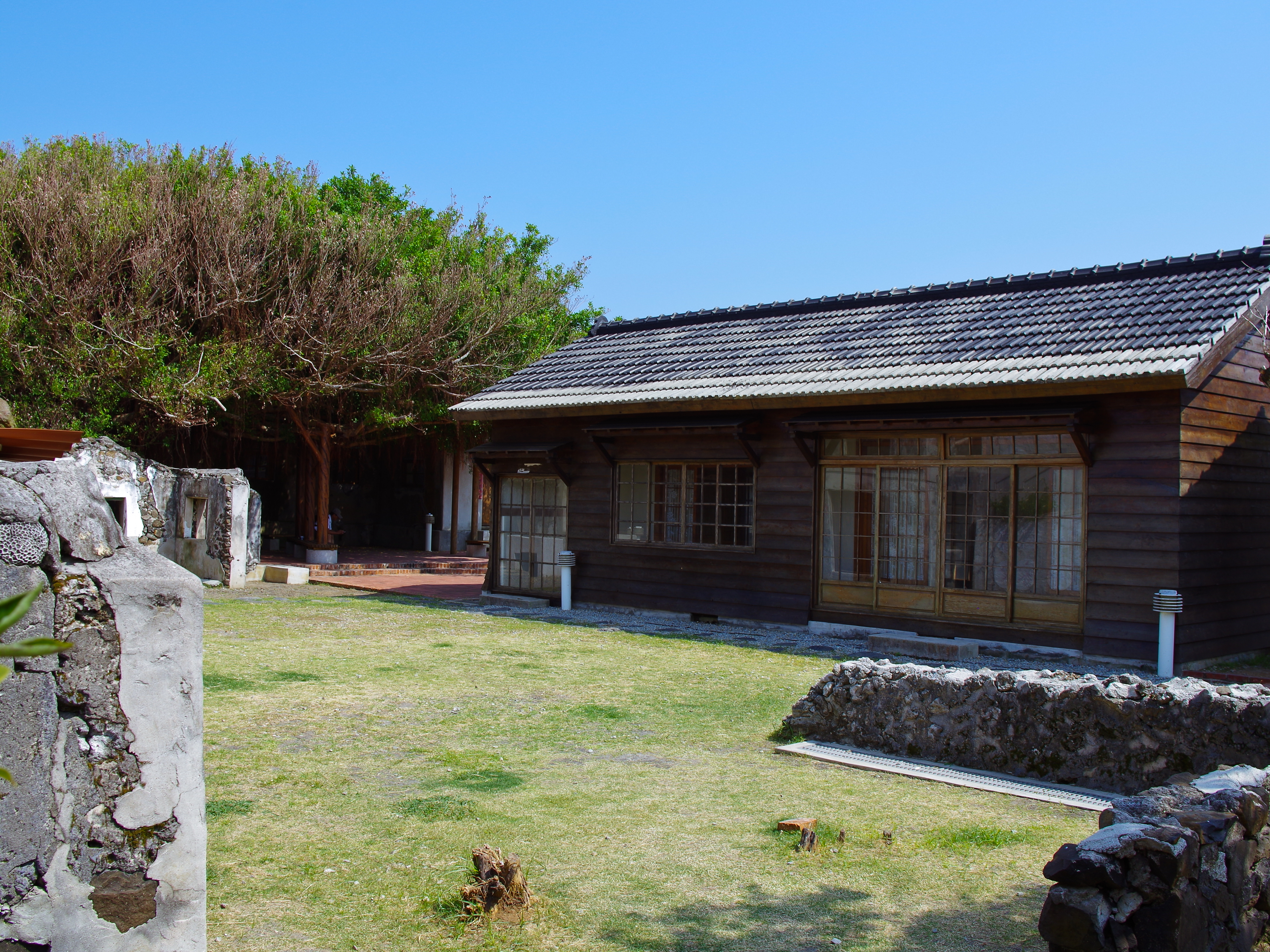
日治時期興建的官舍群

## 外部連結
- 篤行十村眷村文化保存園區 - 澎湖縣政府文化局 （页面存档备份，存于）
- 篤行十村 - 澎湖知識服務平台 （页面存档备份，存于）
- 篤行十村  -文化部iCulture-文化空間 （页面存档备份，存于）